# チャタヌーガ・ルックアウツ
チャタヌーガ・ルックアウツ（Chattanooga Lookouts）は、アメリカ合衆国テネシー州チャタヌーガに本拠地をおくマイナーリーグの野球チーム。
MLBのシンシナティ・レッズ傘下AA級チームで、サザンリーグに所属している。本拠地球場はAT&Tフィールド。チーム名はテネシー州南部にあるルックアウト山にちなむ。

## 歴史
1931年4月2日、エキシビジョン試合でニューヨーク・ヤンキースと対戦。当時17歳の女子野球選手ジャッキー・ミッチェルがルックアウツの先発投手として登板し、ベーブ・ルースとルー・ゲーリッグから三振を奪ったことで有名になった。
近年は1987年から2008年まではシンシナティ・レッズ傘下、2009年から2014年まではロサンゼルス・ドジャース傘下となっていた。
2003年から所属し、同年の11月に強盗殺人事件に遭遇して命を落としたダーネル・ステンソンを偲び、背番号「26」が翌2004年から永久欠番に指定されている。尚、当時はシンシナティ傘下だったが、他チームの傘下になっても永久欠番は継続された。
2014年9月17日にミネソタ・ツインズと4年契約を結んだ。
2019年シーズンからは再びレッズが提携球団となる。

## 過去の主な所属選手
- ジム・カート
- マーク・ブダスカ
- マット・キーオ
- ドウェイン・マーフィー
- ケリー・グルーバー
- エドガー・マルティネス
- トレバー・ホフマン
- ダン・ウィルソン
- アダム・ハイズデュ
- クリストファー・ニコースキー
- マイカ・フランクリン
- チャド・フォックス
- ディオン・サンダース
- ピート・ローズ・ジュニア
- ポーキー・リース
- アーロン・ブーン
- スコット・ウィリアムソン
- アダム・ダン
- オースティン・カーンズ
- ホセ・リーホ
- ベン・ブルサード
- ウィリー・モー・ペーニャ
- ペドロ・フェリシアーノ
- クリス・デノーフィア
- エドウィン・エンカーナシオン
- デビッド・ロス
- ホーマー・ベイリー
- ジョーイ・ボット
- ライアン・ハニガン
- ジェイ・ブルース
- ジョニー・クエト
- アダム・ロサレス
- ドリュー・スタッブス
- ジャスティン・ターナー
- エリアン・エレラ
- ディー・ゴードン
- スコット・バンスライク
- ネイサン・イオバルディ
- ヤシエル・プイグ
- ミゲル・ロハス
- ジョク・ピーダーソン
- スコット・シェブラー
- コーリー・シーガー
- ロス・ストリップリング
- ジャレル・コットン
- ミゲル・サノ
- トレバー・ヒルデンバーガー
- ニコ・グッドラム
- バイロン・バクストン
- マックス・ケプラー
- ダニエル・パルカ